# Graues Haus (Oestrich-Winkel)

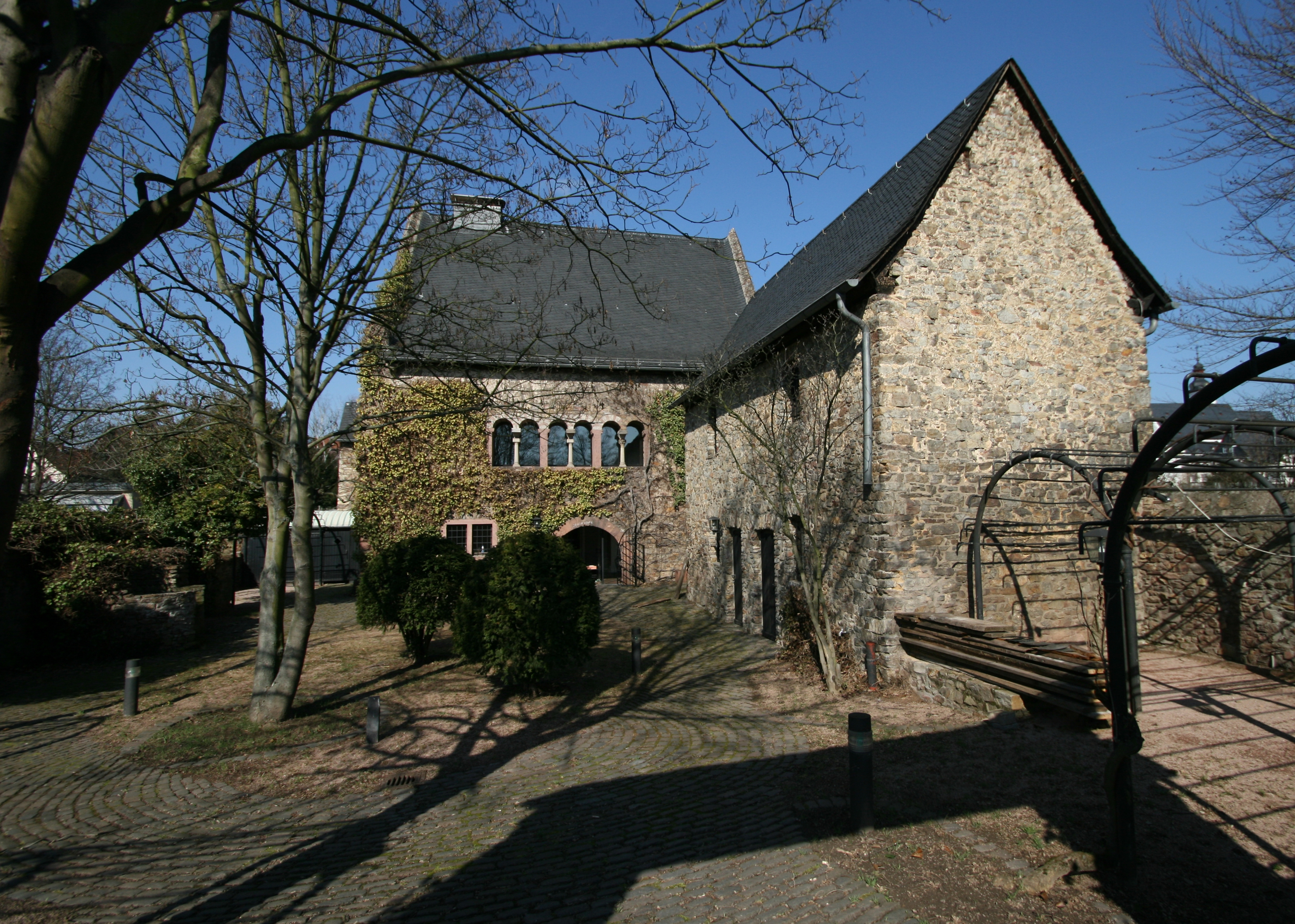
Das Graue Haus in Oestrich-Winkel

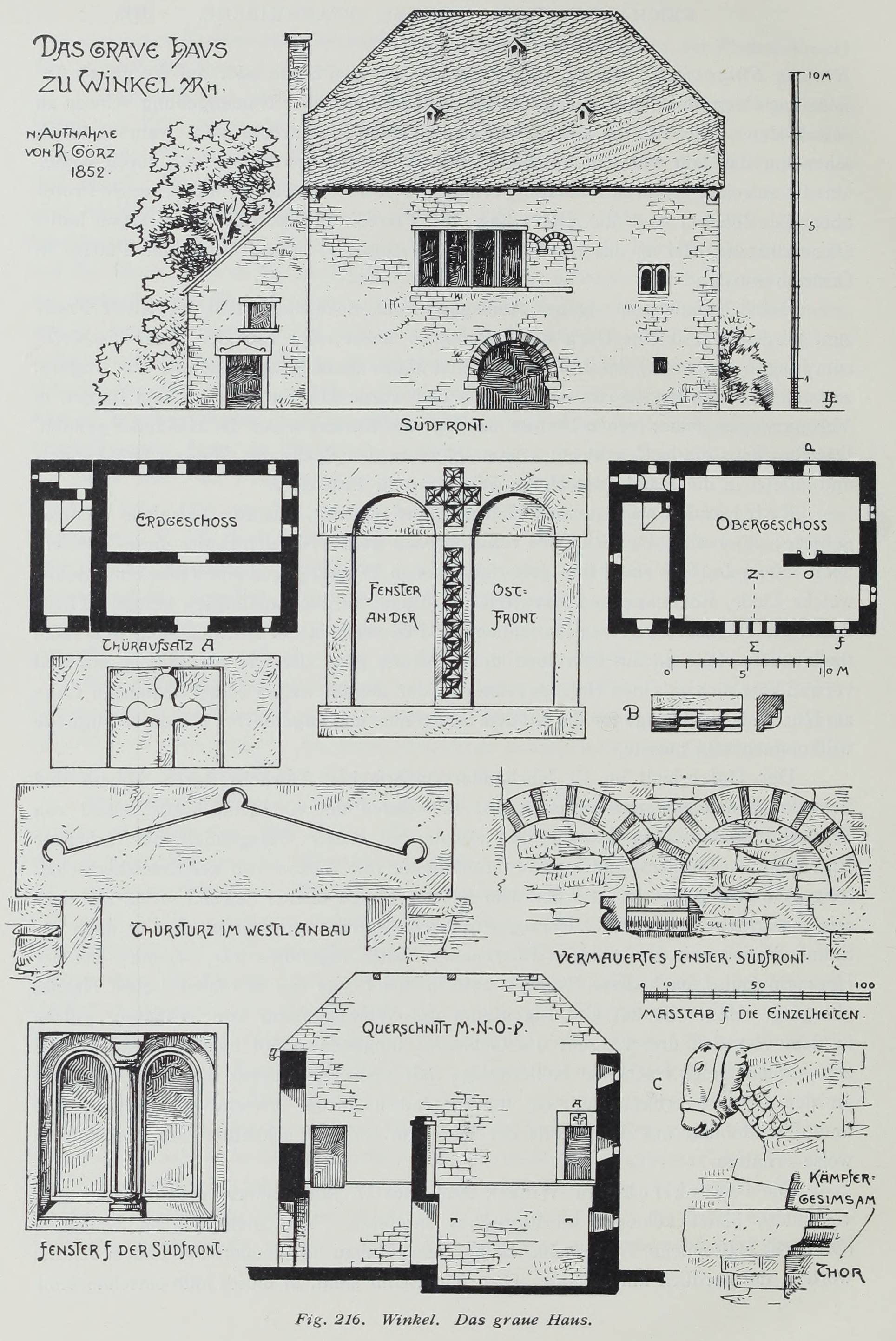
Zeichnung von 1852

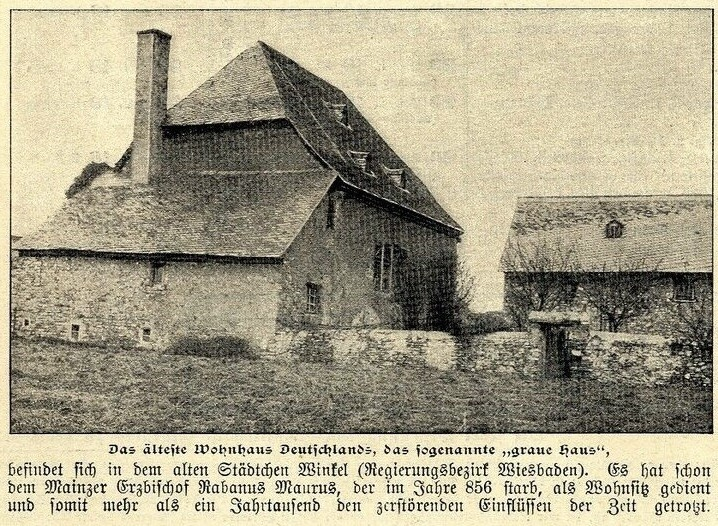
Ein Bericht aus dem Jahr 1911

Das Graue Haus mit der Adresse Graugasse 10 ist ein romanisches Wohnhaus in Winkel im Rheingau. Das heute von Weingärten umgebene Gebäude befindet sich südlich des Ortes und ist vom Rheinufer seit den 1950er Jahren durch die Bundesstraße 42 getrennt. Es zählt zu den ältesten romanischen Profanbauten Deutschlands.

## Geschichte
Wann das graue Haus genau errichtet wurde, kann nur aus Indizien erschlossen werden, die einigen Spielraum zulassen.
Nach einem Brand 1964 wurden Eichenholzproben aus Tür- und Fensterstützen entnommen und in Trier und München dendrochronologisch untersucht. Die Jahresringe zweier Fensterstützen aus dem Obergeschoss enden beide mit dem Jahr 1054, wobei man aus statistischen Gründen davon ausgeht, dass 21 Jahresringe dem Brand zum Opfer gefallen sind. Es ergäbe sich somit das Jahr 1075 als wahrscheinliches Fällungsjahr. Möglich wäre aber sowohl, dass es sich bei den Hölzern um Übernahmen aus älteren Gebäuden handelt, als auch, dass die Hölzer jünger als das Gebäude sind und nachträglich eingebaut wurden, wie auch die Hölzer der Scheune und vom Dach des Wohngebäudes, die aus dem Fällungsjahr 1665 stammen, was sich anhand vorhandener Waldkanten der untersuchten Hölzer belegen ließ. Ferner wurden beim Bau Spolien des 9.–11. Jahrhunderts verwendet, die aus der Kaiserpfalz in Ingelheim stammen könnten.
Ältere Theorien, wonach das Gebäude in seiner Gesamtheit bereits dem 9. Jahrhundert zuzurechnen ist, und als Wohn- und Sterbehaus des Erzbischofs und Gelehrten Rhabanus Maurus diente, sind umstritten. So wird auch die Meinung vertreten, dass das Graue Haus als Familiensitz der Familie Greiffenclau entstand, deren Stammbaum bis ins Jahr 1097 zurückverfolgt werden kann. Es diente ihr bis ins Jahr 1330 als Wohnsitz, anschließend als Haus für Beschäftigte von Schloss Vollrads.
Über die Jahrhunderte blieb das Gebäude nahezu unverändert, einzig im 17. Jahrhundert entstand vor der Südseite ein Nebengebäude. Nach einem Brand am 23. Januar 1964 wurde das Graue Haus vom damaligen Besitzer Erwein Graf Matuschka-Greiffenclau mit Hilfe des Landes Hessen, des Rheingau-Taunus-Kreises und der Gemeinde Winkel 1966/67 in alter Form restauriert. Nachdem sich Graf Matuschka-Greiffenclau 1997 das Leben genommen hatte, kam es in der Folge zu mehrfachen Besitzer- und Nutzungswechseln, bis 2013 eine Stiftung das Graue Haus erwarb und sanierte. Nach dem Scheitern der Pläne, dort eine Kulturakademie zu errichten, kam es 2021 zum Verkauf. Seit Spätherbst 2021 wird das Graue Haus wieder gastronomisch genutzt. Mitte 2025 stand es erneut zum Verkauf.